# Walter Bauer
Walter Bauer (1877-1960) fou un teòleg alemany. La seva tesi principal afirma que l'heretgia és un concepte aliè al primer cristianisme, ja que els diferents corrents interpretatius són l'autèntica naturalesa d'aquesta religió. De fet el corrent majoritari o ortodòxia no era al principi el més dominant, sinó que es va imposar per haver triomfat a Roma. Bauer escrigué un diccionari bíblic pel qual esdevingué famós, ja que les seves idees teològiques han estat fortament controvertides.